# キキ (マスコット)

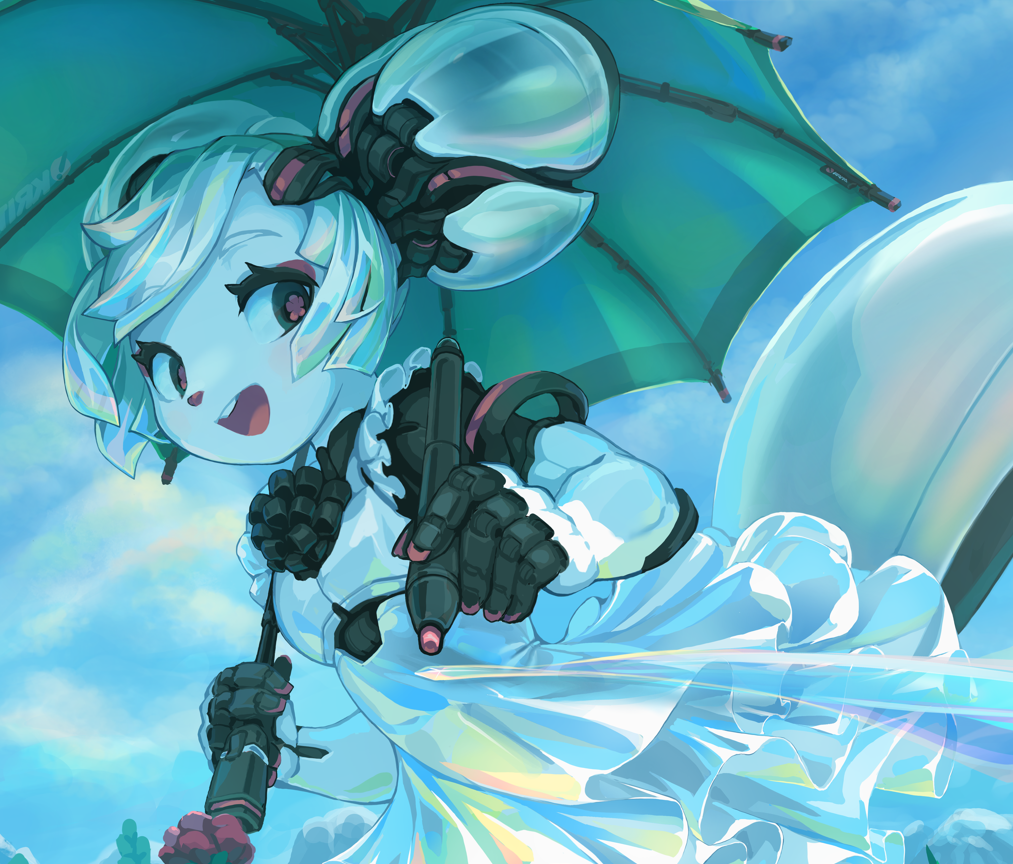
Krita5.0の起動スプラッシュに華を添えるキキ

Kiki the Cyber Squirrel(サイバーリスのキキ)、あるいは単にKiki(キキ)とは、FOSSのデジタル絵画ソフトウェアKritaのマスコットである。 2012年にKritaの起動スプラッシュ画像で初登場して以降、Kritaユーザーに留まらない多くの人々によってファンアートが作られている。彼女のキャラクターデザインを行ったのはKDEのマスコットであるKonqiの近年のデザインも担当したタイソン・タンである。

## 歴史
Kiki登場以前よりKritaコミュニティ内では"Krita"がアルバニア語でリスを意味するということが知られており、その結果KDEフォーラムにおいてリスを基にしたマスコットのアイデアが提起されていた。2012年12月26日、タイソンが動物を象ったアイコンとそれを擬人化したマスコットのアイデアを投稿した。このアイコンは採用されなかったものの評判の良かったマスコットはのちにKrita2.6の紹介ブックレットの表紙を飾ることになる。 この時点でこのマスコットにはまだ名前がなかった。
Krita2.8のリリースを前にしてタイソンはキキのデザインに装飾色としてピンクを加える。これはKritaの新しいアイコンに近づけるねらいがあった。彼がこのマスコットに「サイバーリスのキキ」という名を与えたのもこの時である。Krita2.8の起動スプラッシュにこの新しいアートワークが用いられて以降、タイソンによるキキのアートワークはメジャーアップデートの度に更新されている。 
タイソンはキキの著作権をKrita財団に寄付し、彼によるキキのアートワークをすべてCC BY-SAとGNU GPLでライセンスした。

## デザイン

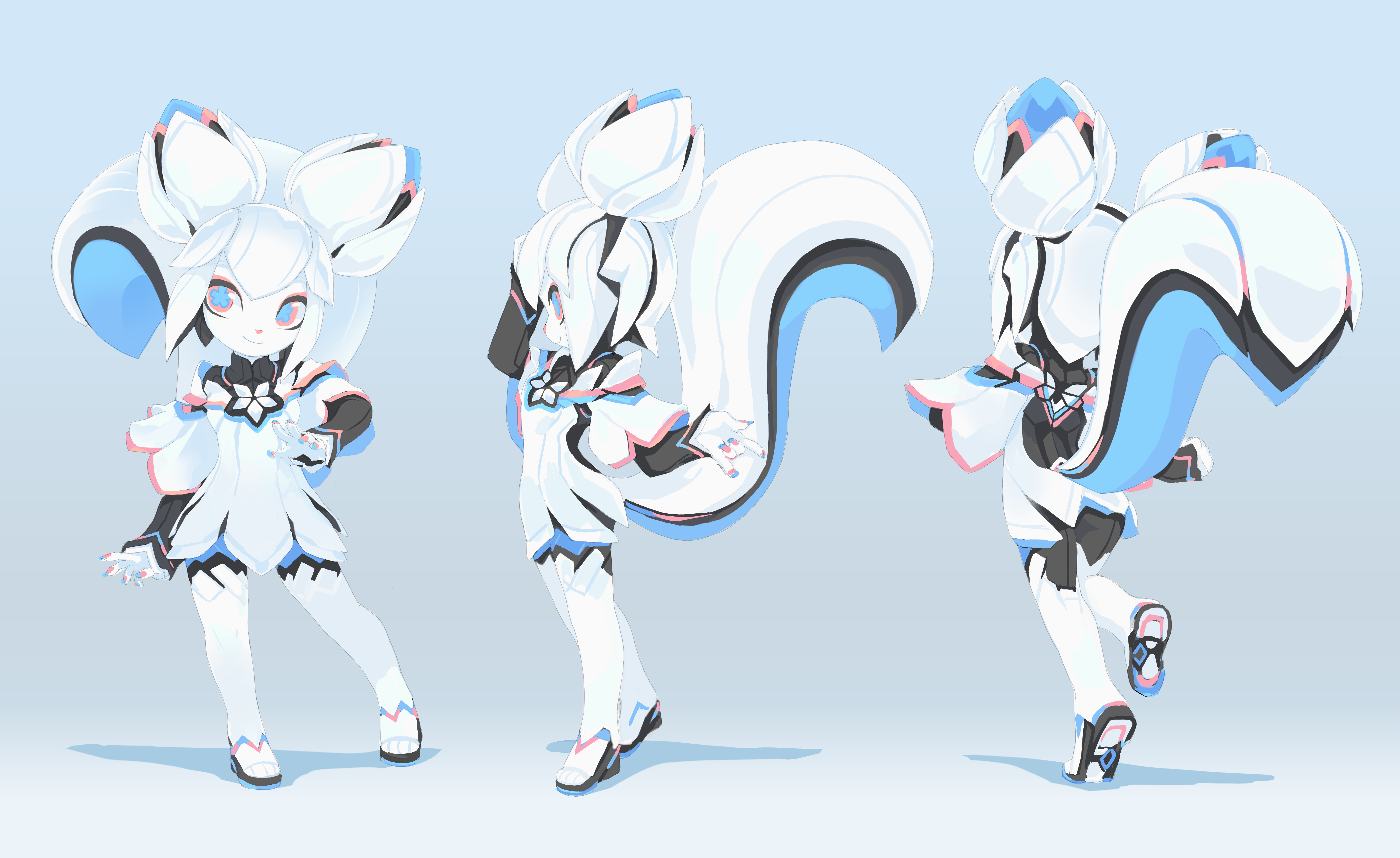
タイソン・タンによるガレージキット用のデザインシート

キキのデザインはバージョン毎に異なるが、以下の点は共通している:
- カートゥーン風に擬人化されたリスである
- 髪色はペーパホワイト、次いでダークグレーに差し色としてピンク、スカイブルーが加わる
- 瞳や耳などに花の形状をもつ
- 曲線的かつ有機的で長いシルエットをもつがパーツの継ぎ目のようなロボットのディティールももつ

## 反響
キキは広く受け入れられ、自由ソフトウェアのマスコットの中でも商業的に優れたものの一つとされている。 Kritaユーザーの枠を超えて多くのファンアートが作られており、形式も2Dアートワークから3Dモデル、アニメーションなど様々である。2017年のワンダーフェスティバルでは伊藤霊一によるキキのガレージキットが販売された。

## ギャラリー

### タイソンによる作品
タイソンによるキキのアートワークはクリエイティブ-コモンズ表示 - 継承又はGNU GPLでライセンスされている。

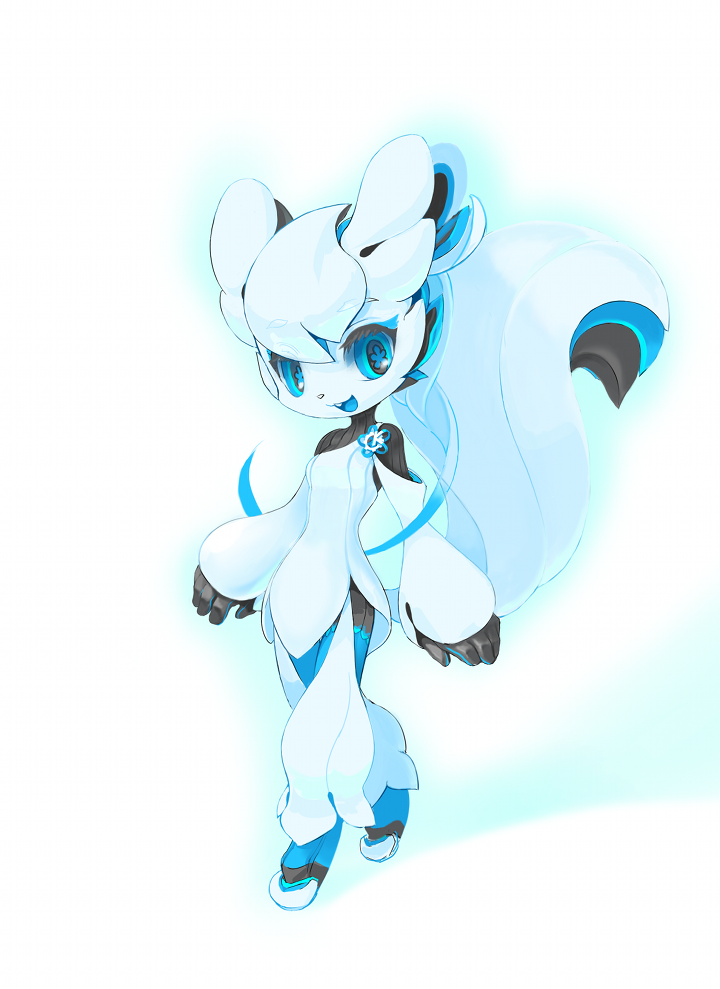
初期の頃のデザイン
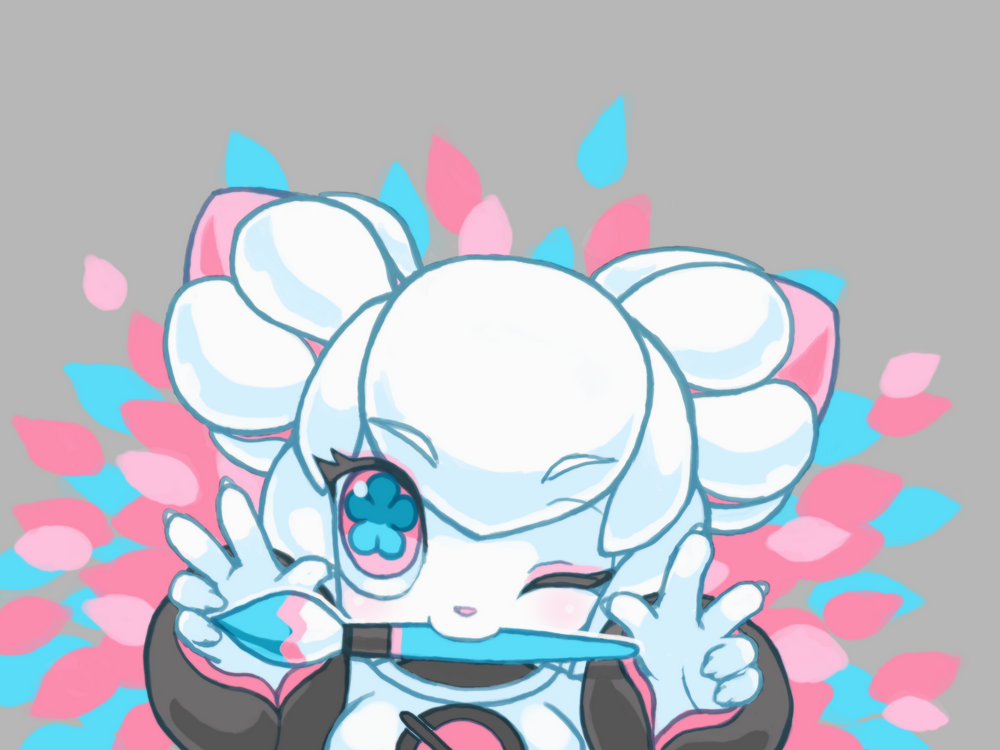
ダブルピースをするキキ
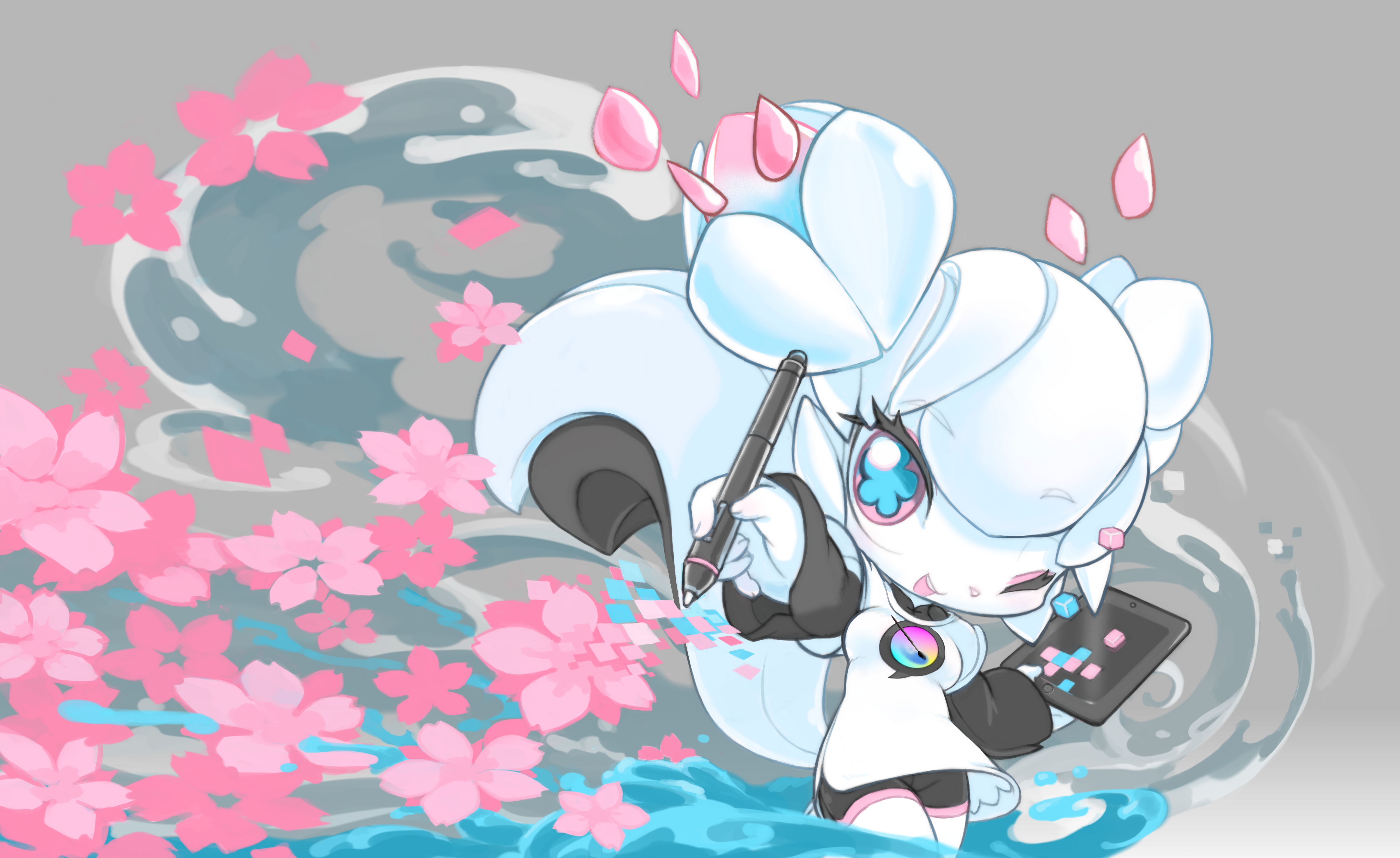
Krita 2.8のスプラッシュスクリーン
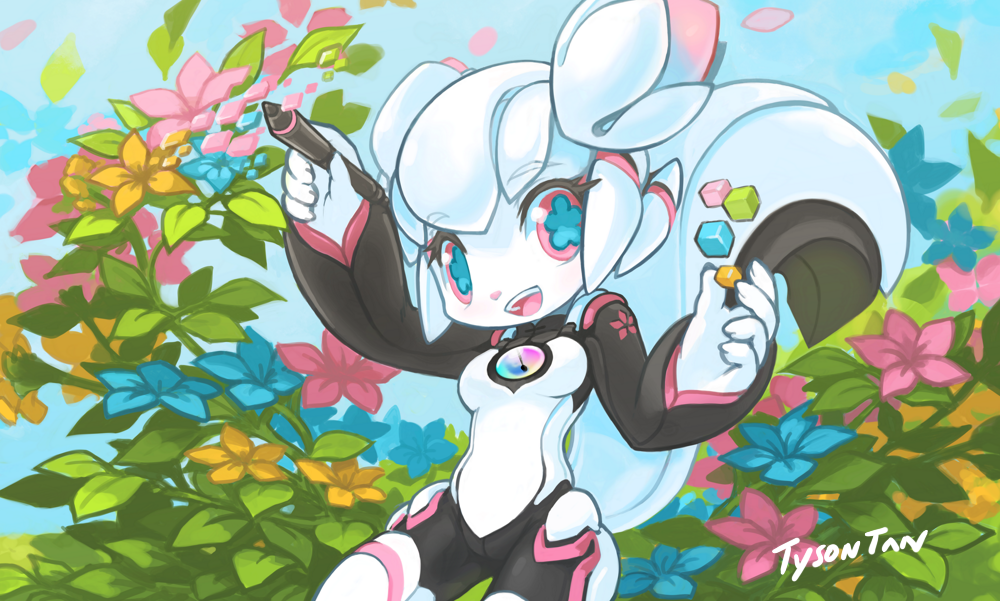
Krita 2.9 ベータ第1版のスプラッシュスクリーン
Krita 2.9 最終版のスプラッシュスクリーン
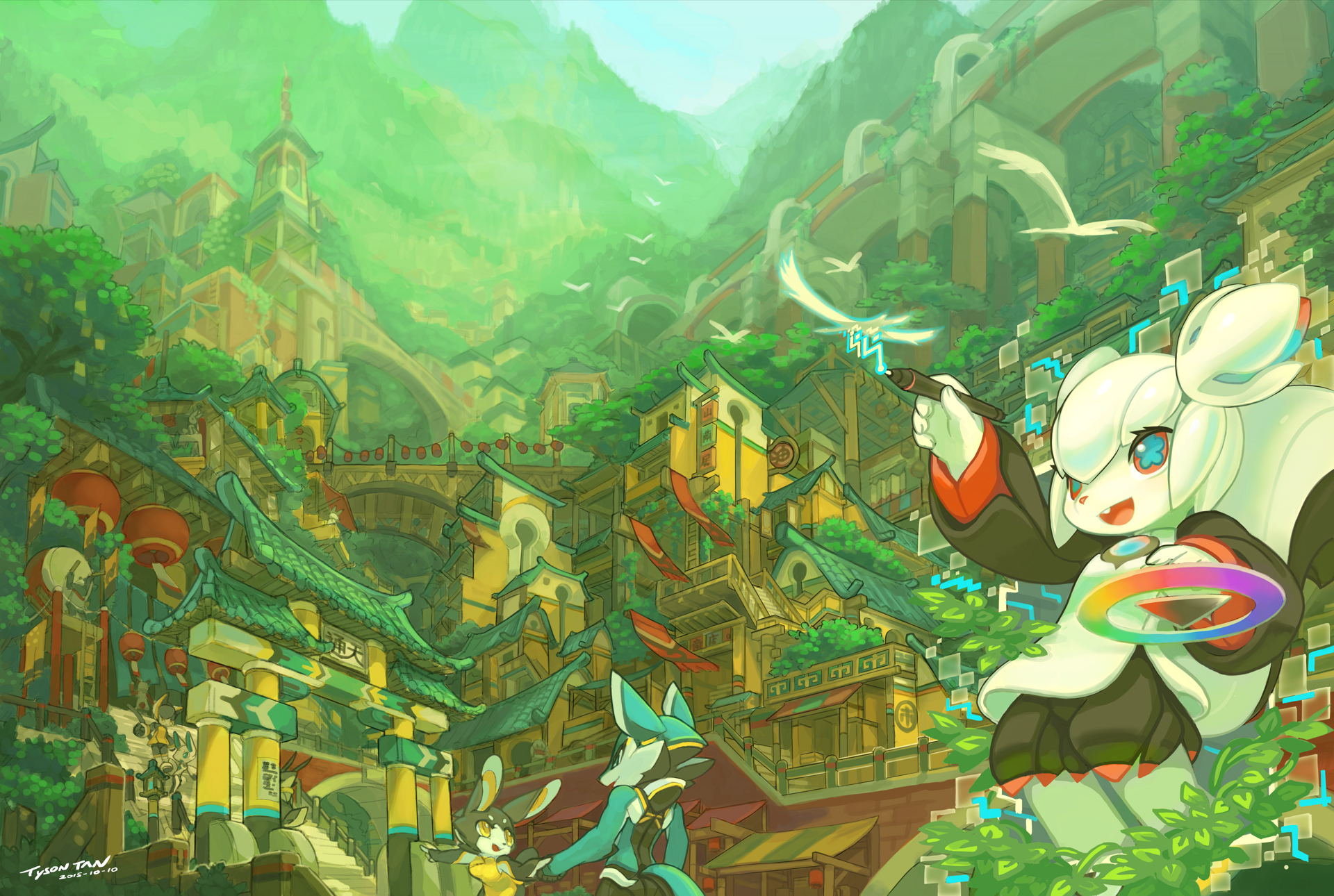
Krita 2.9 完全マスターの表紙を飾るキキ
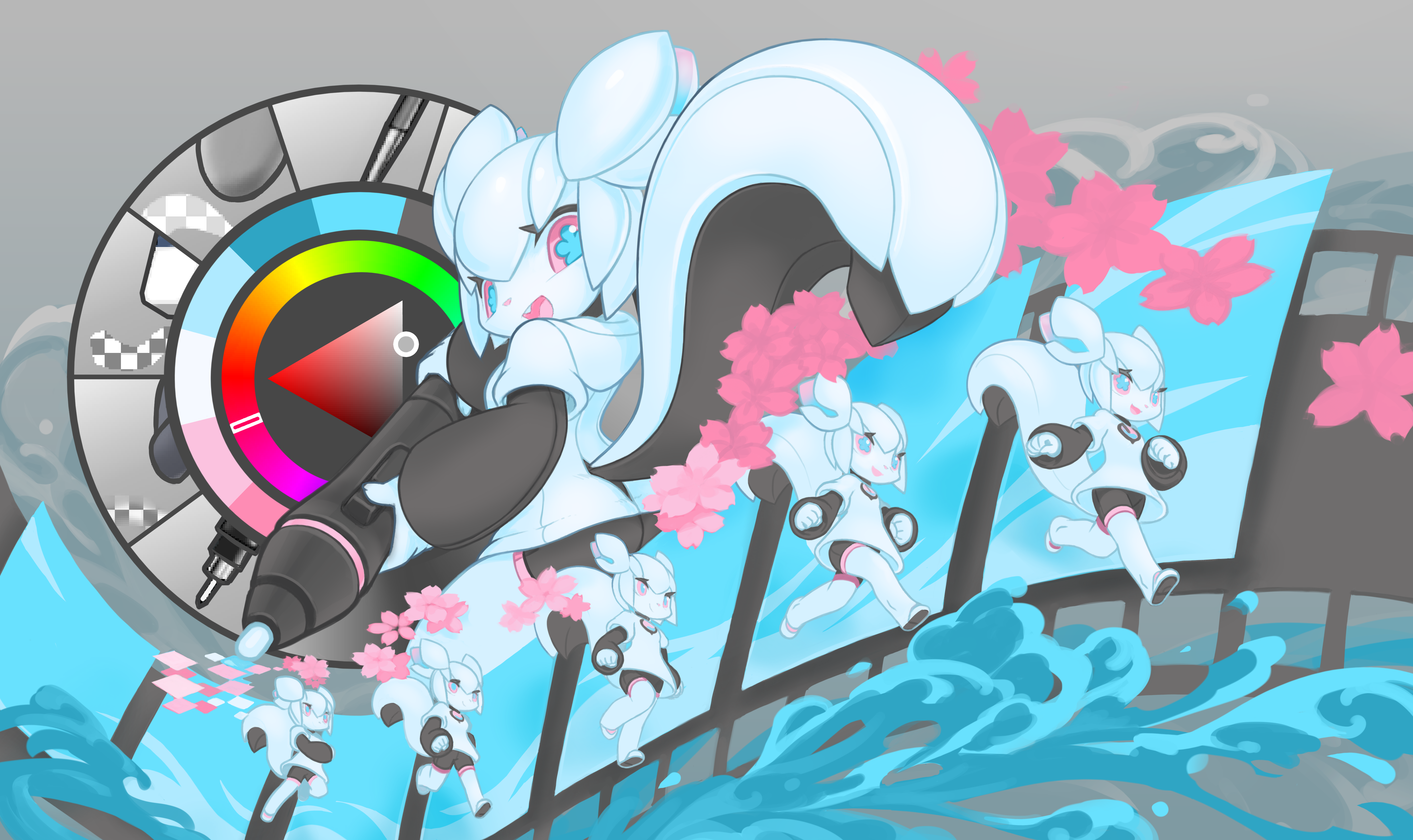
Krita 3.0のスプラッシュスクリーン
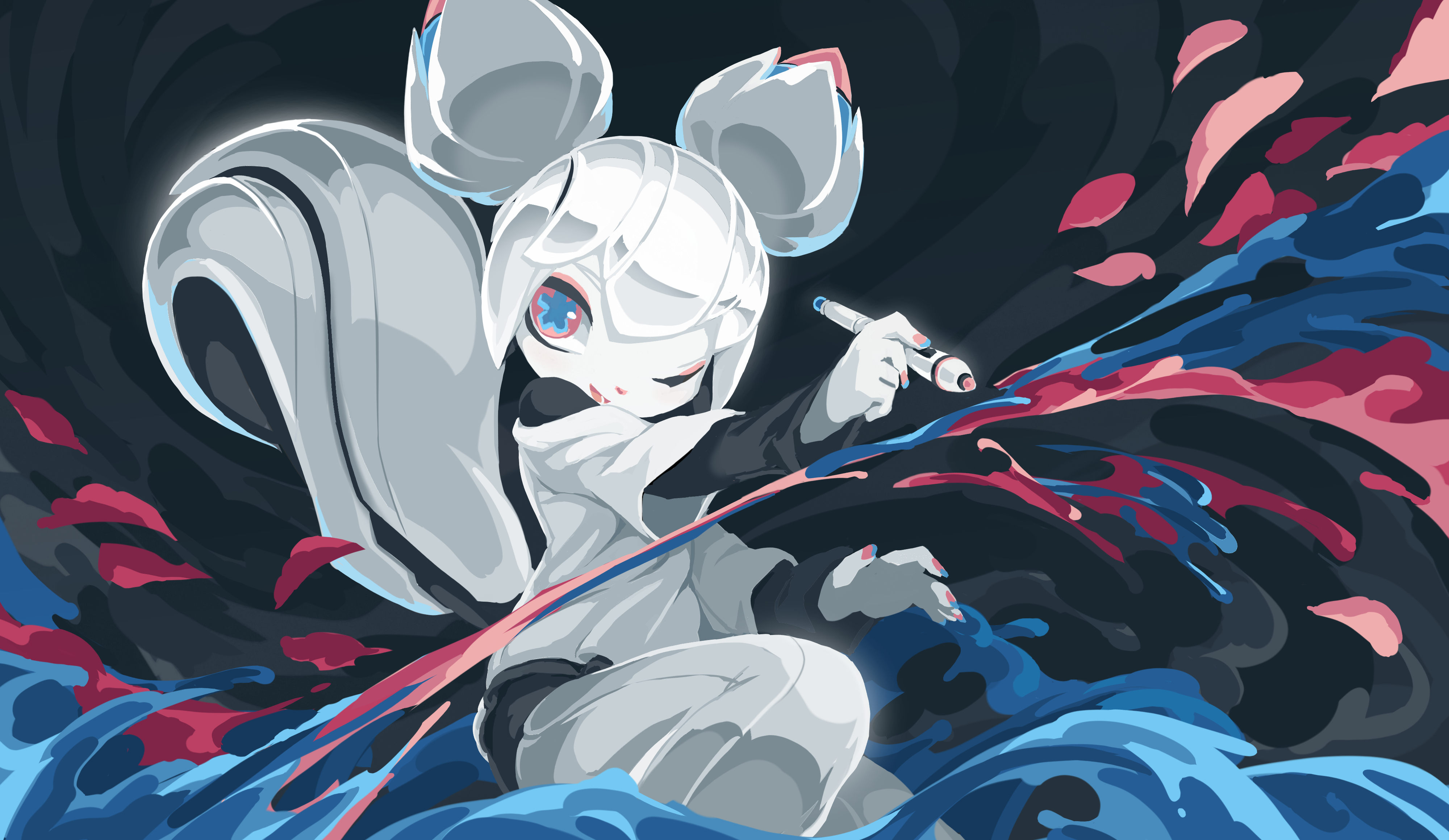
Krita 3.1のスプラッシュスクリーン
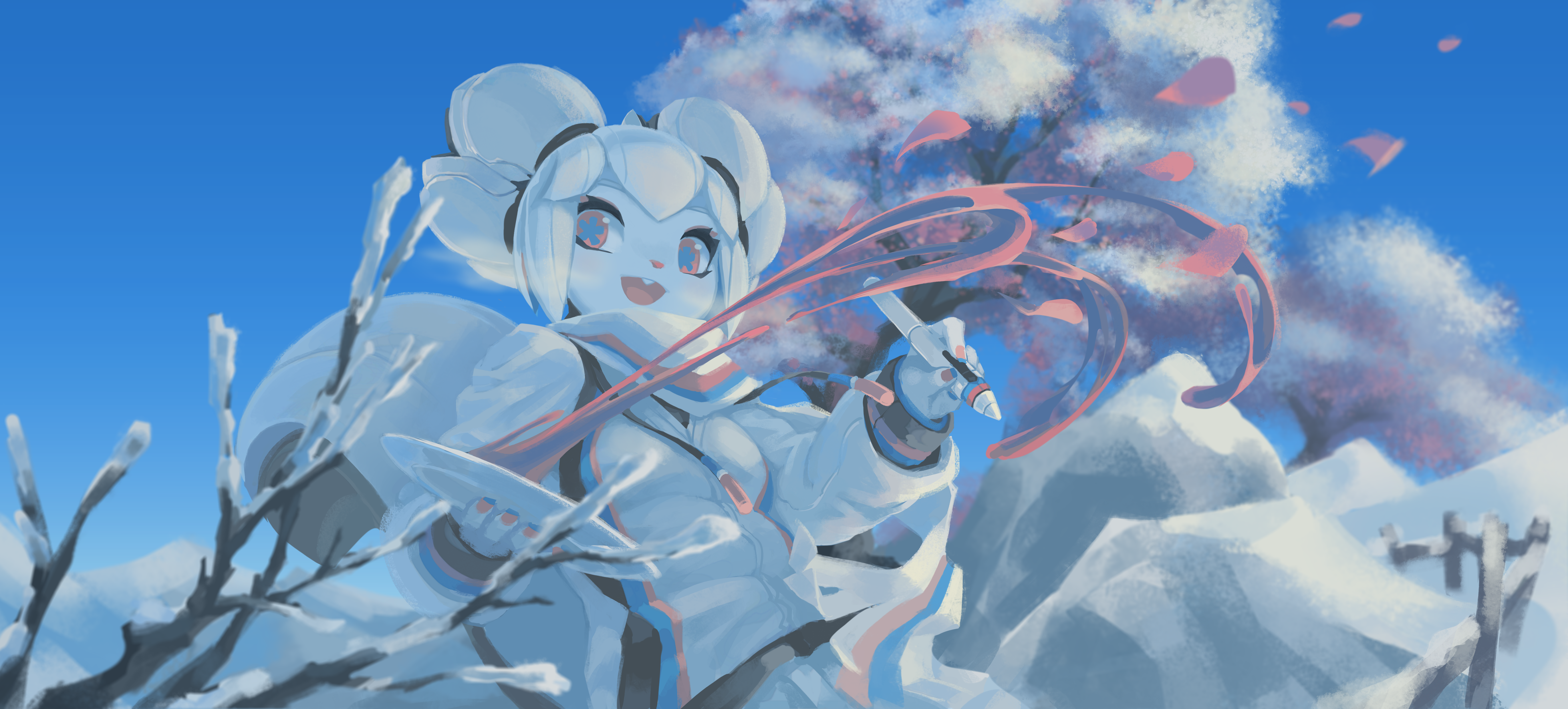
Krita 4.0 - 4.1のスプラッシュスクリーン
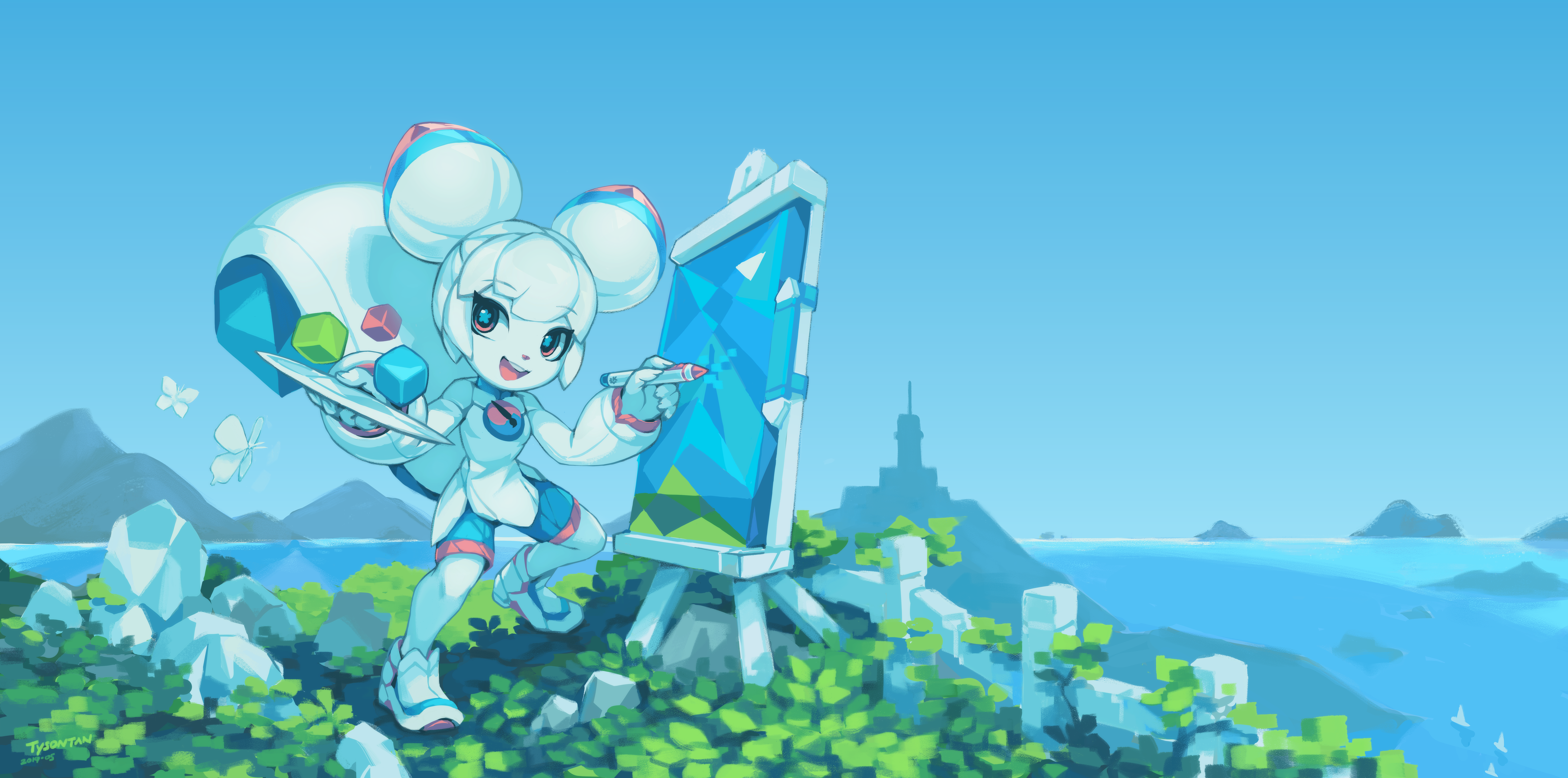
Krita 4.2のスプラッシュスクリーン
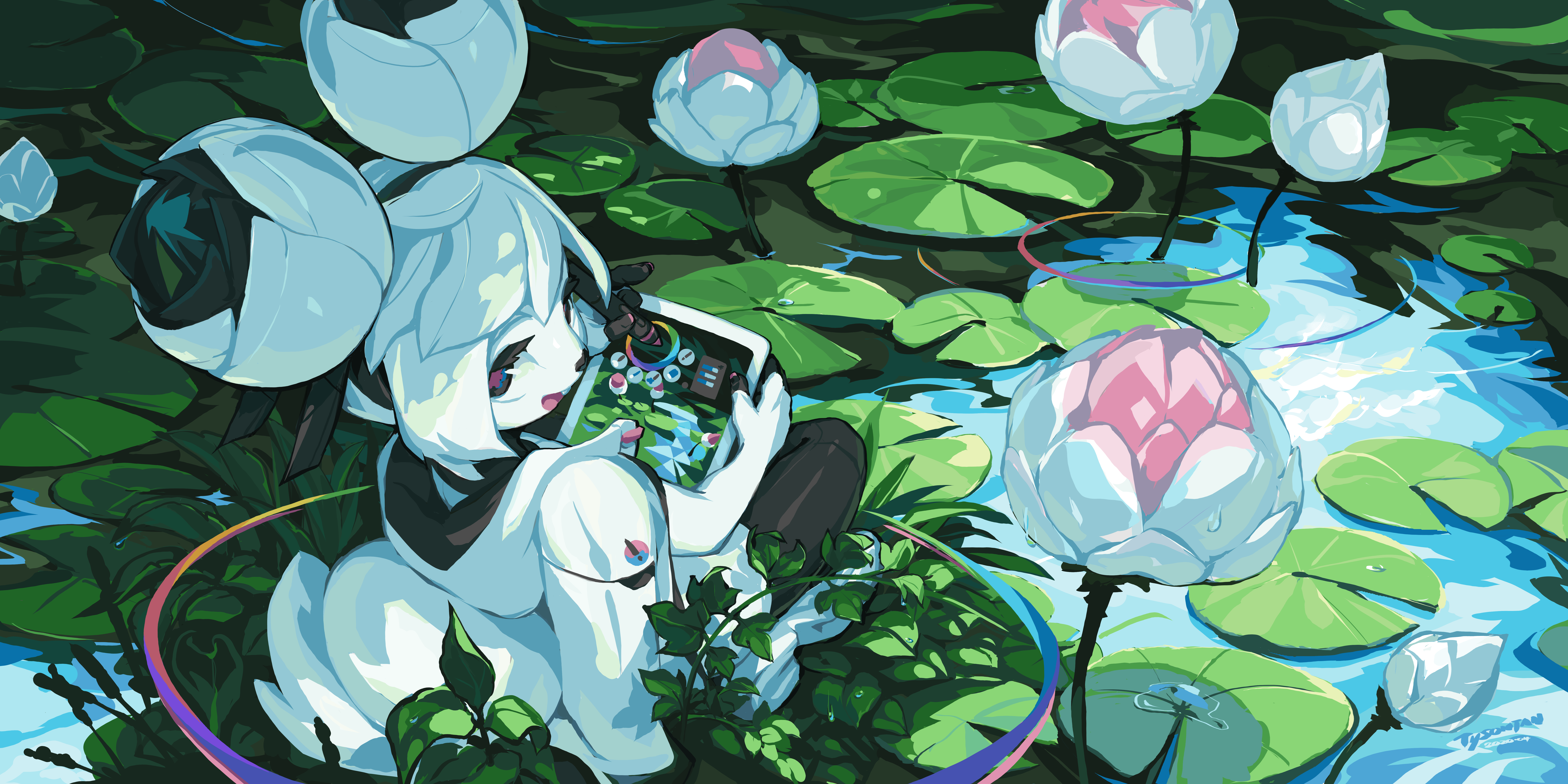
Krita 4.3 - 4.4のスプラッシュスクリーン
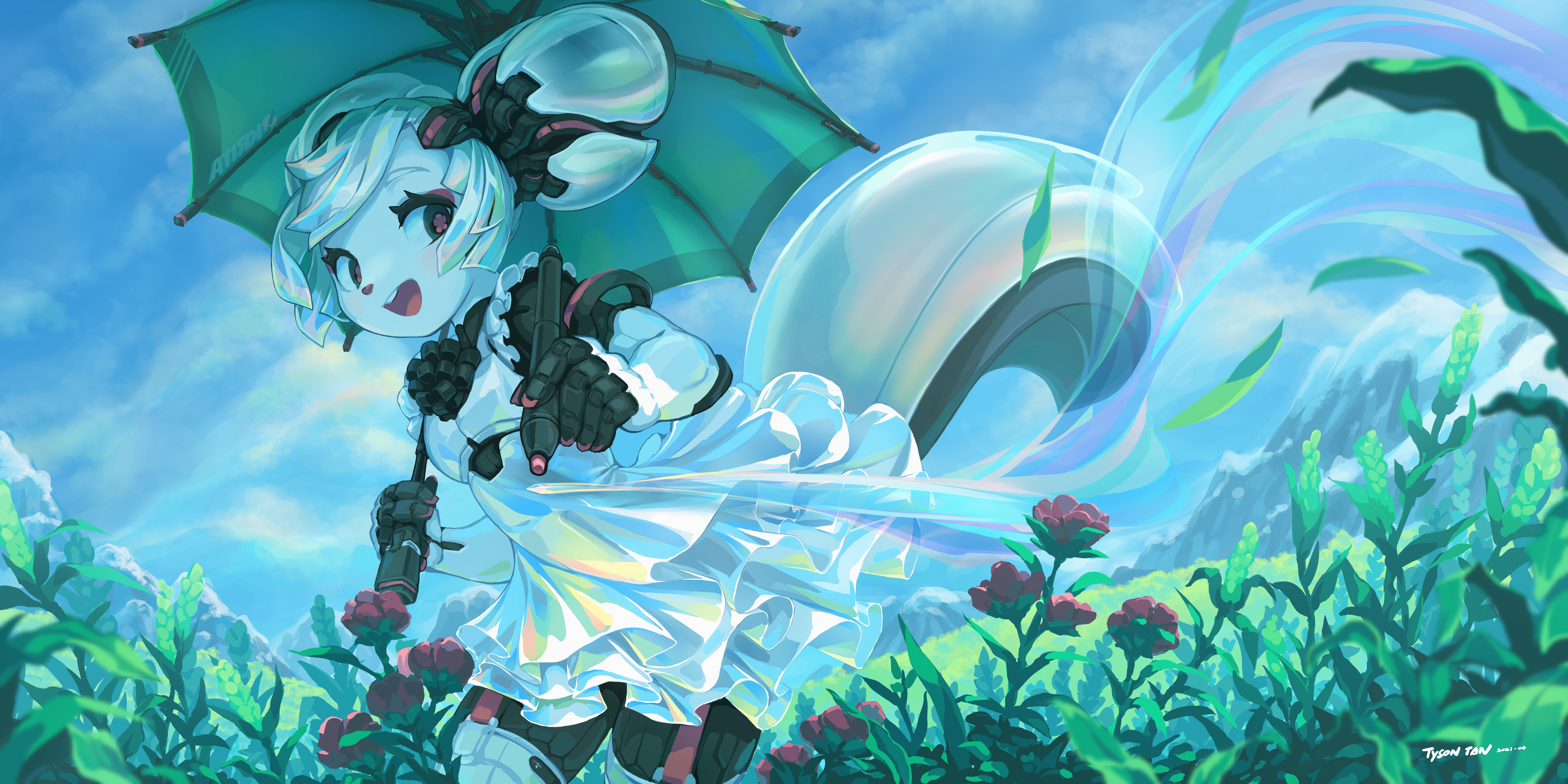
Krita 5.0のスプラッシュスクリーン
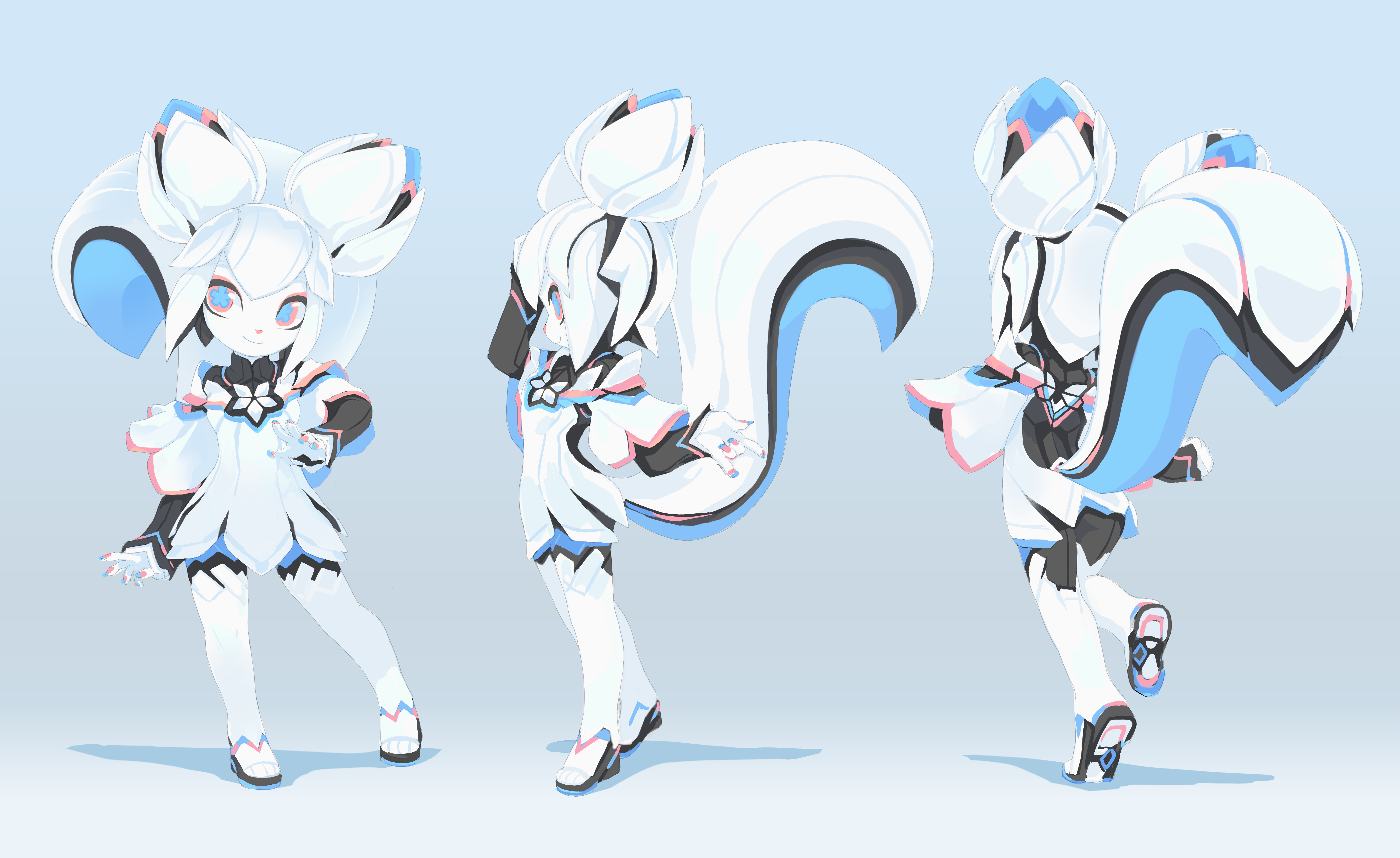
キキのプラモデルのデザインシート
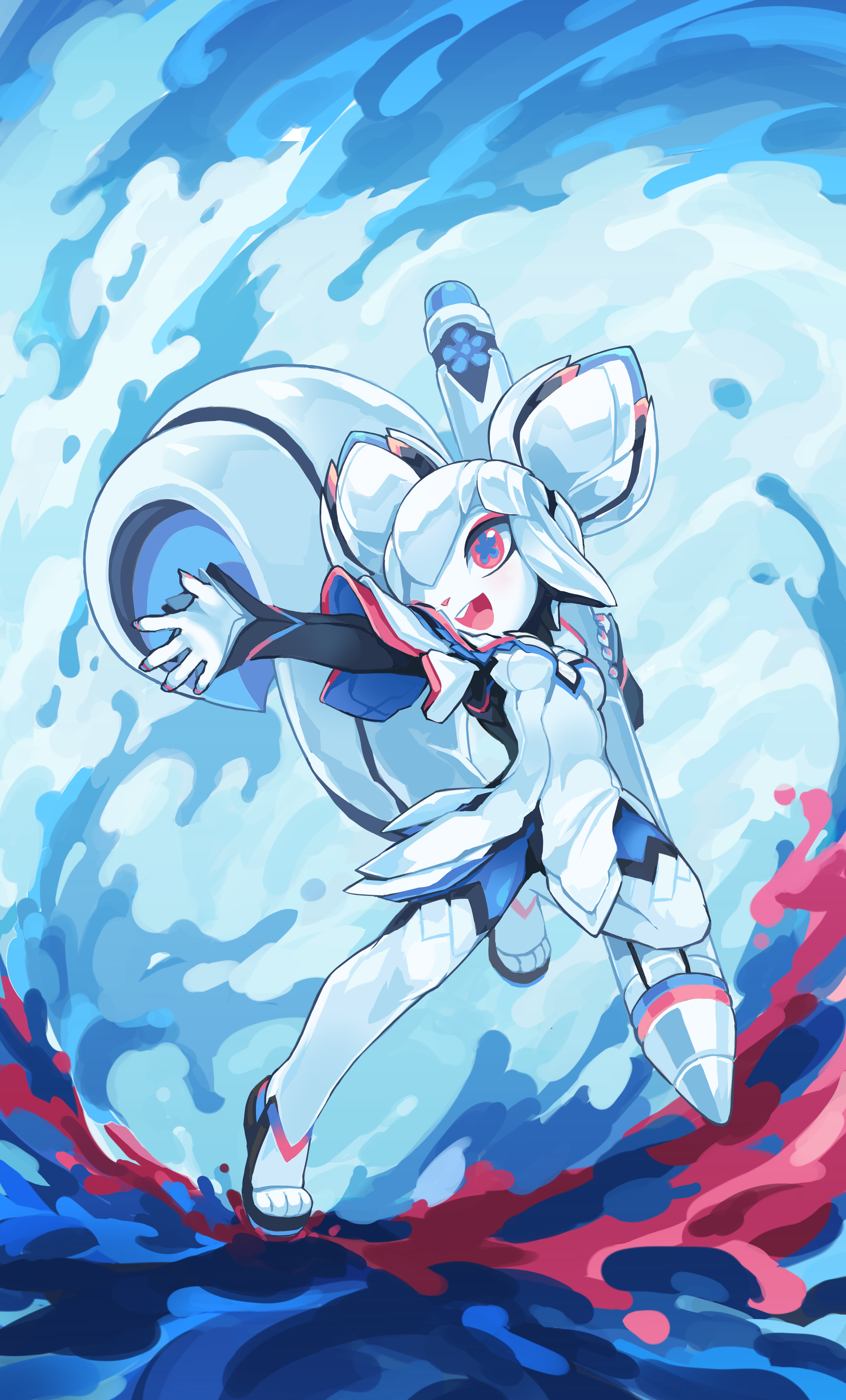
キキのプラモデルのボックスアート

### ガレージキット
伊藤霊一によるガレージキット。タイソンによるデザインシートを基にしている。

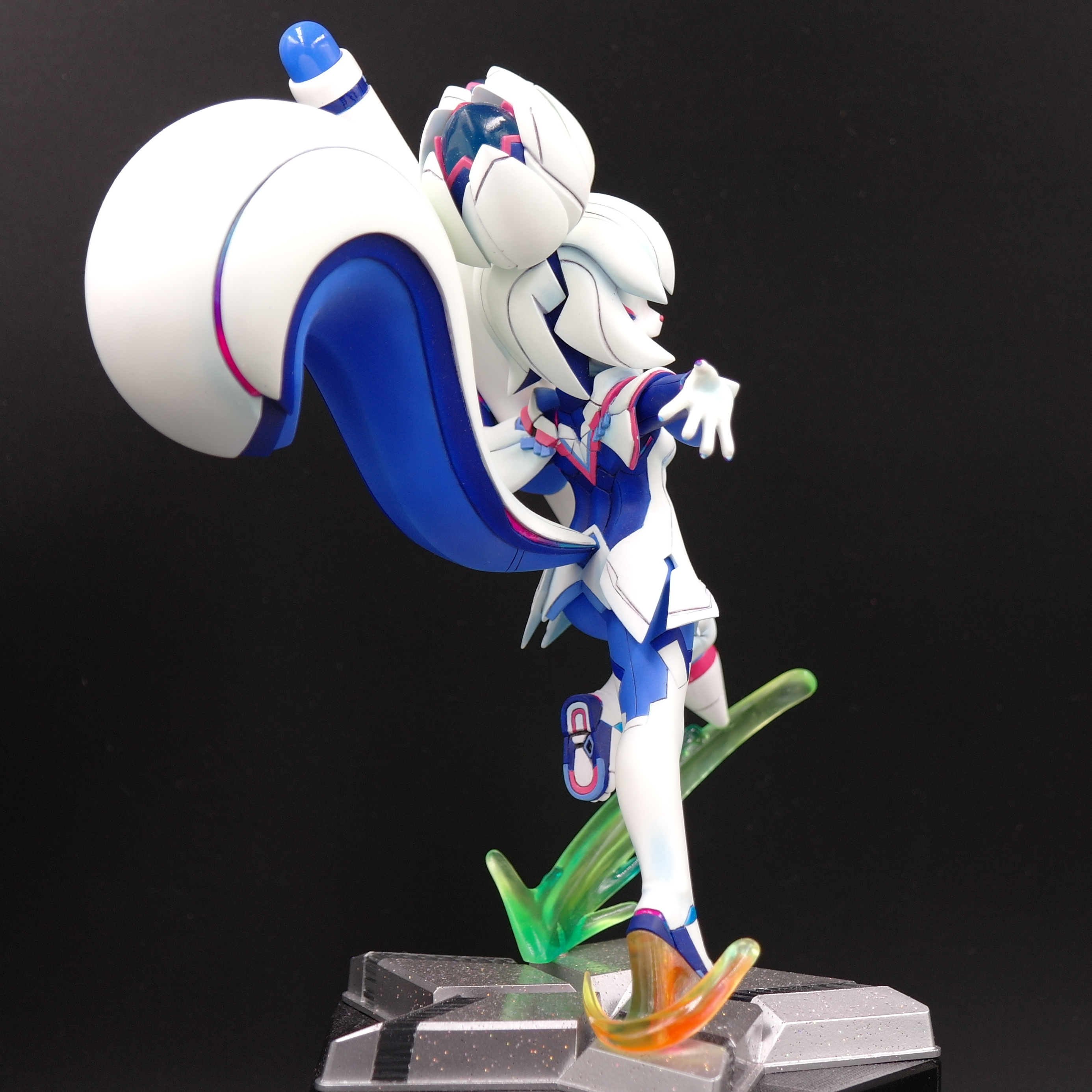
背面からの画像
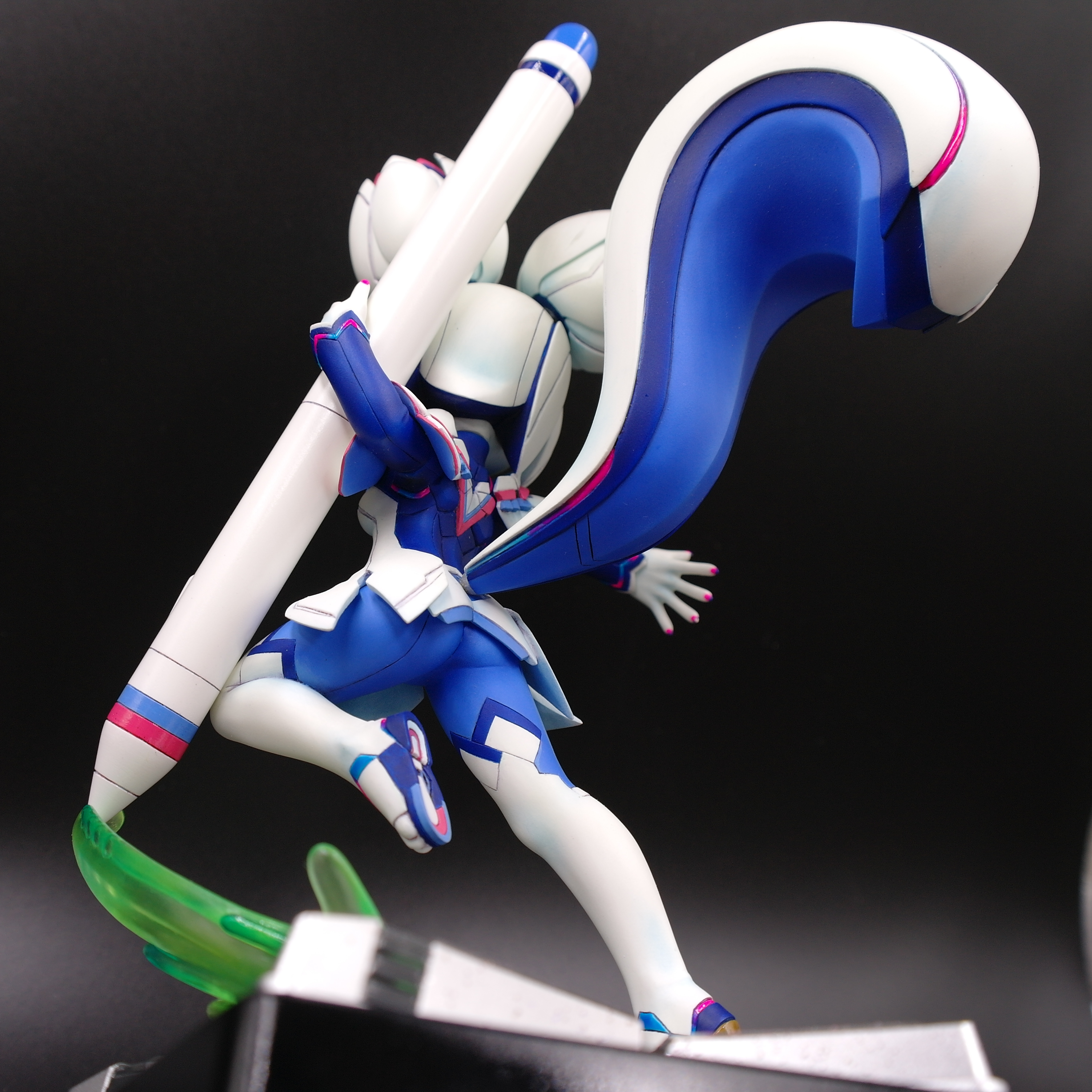
後ろの低い位置からの画像
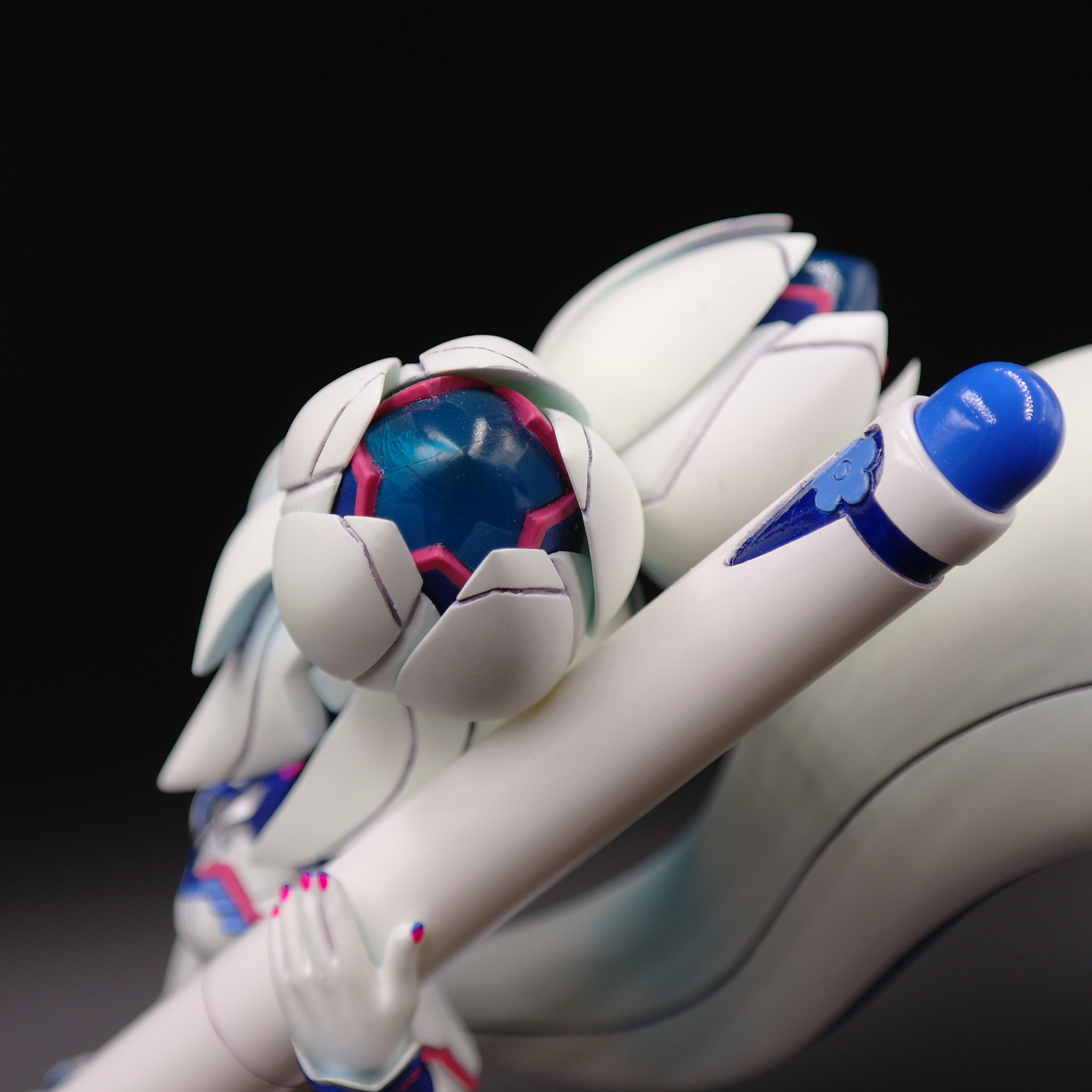
耳に注目した画像
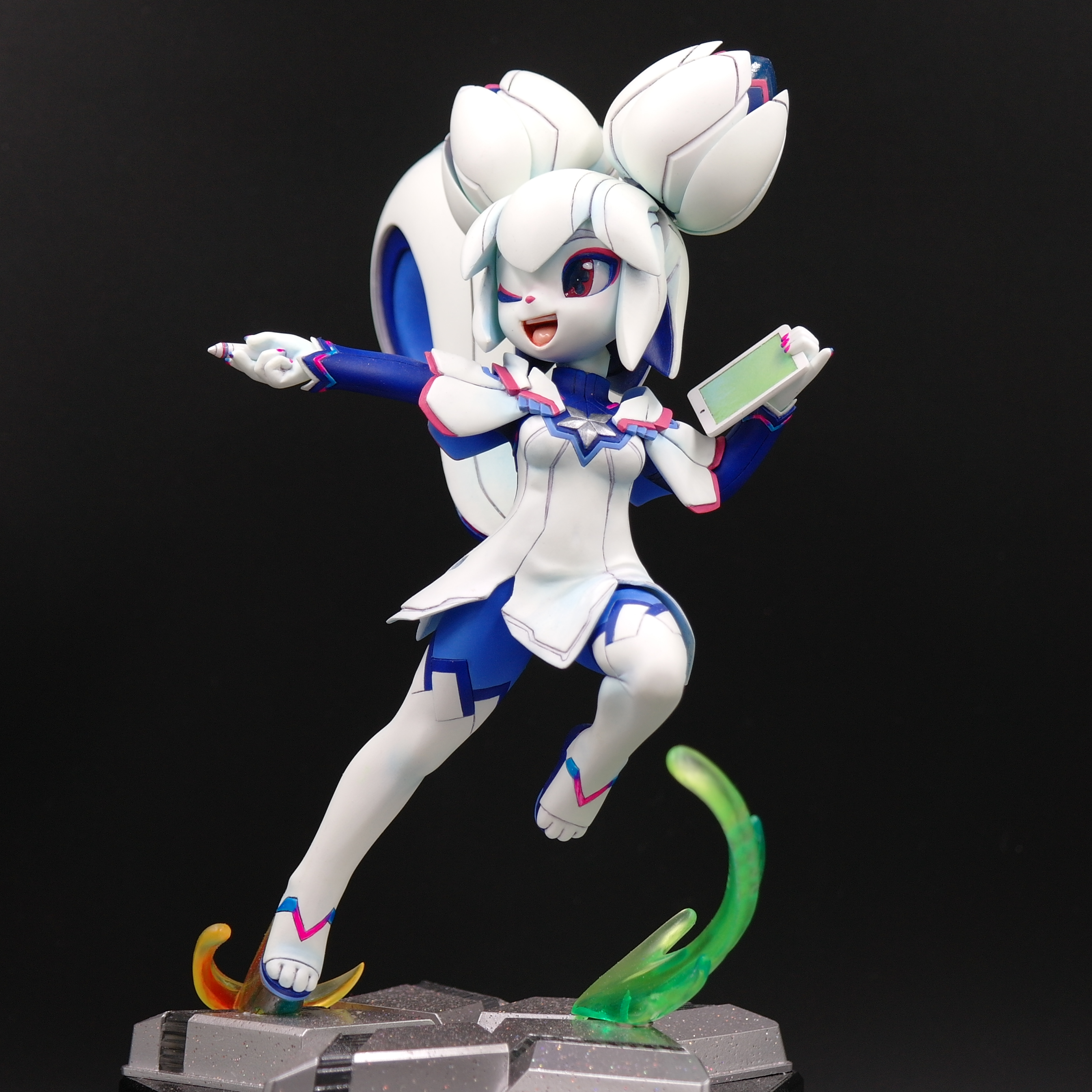
ポーズを取ったキキを前面からの画像
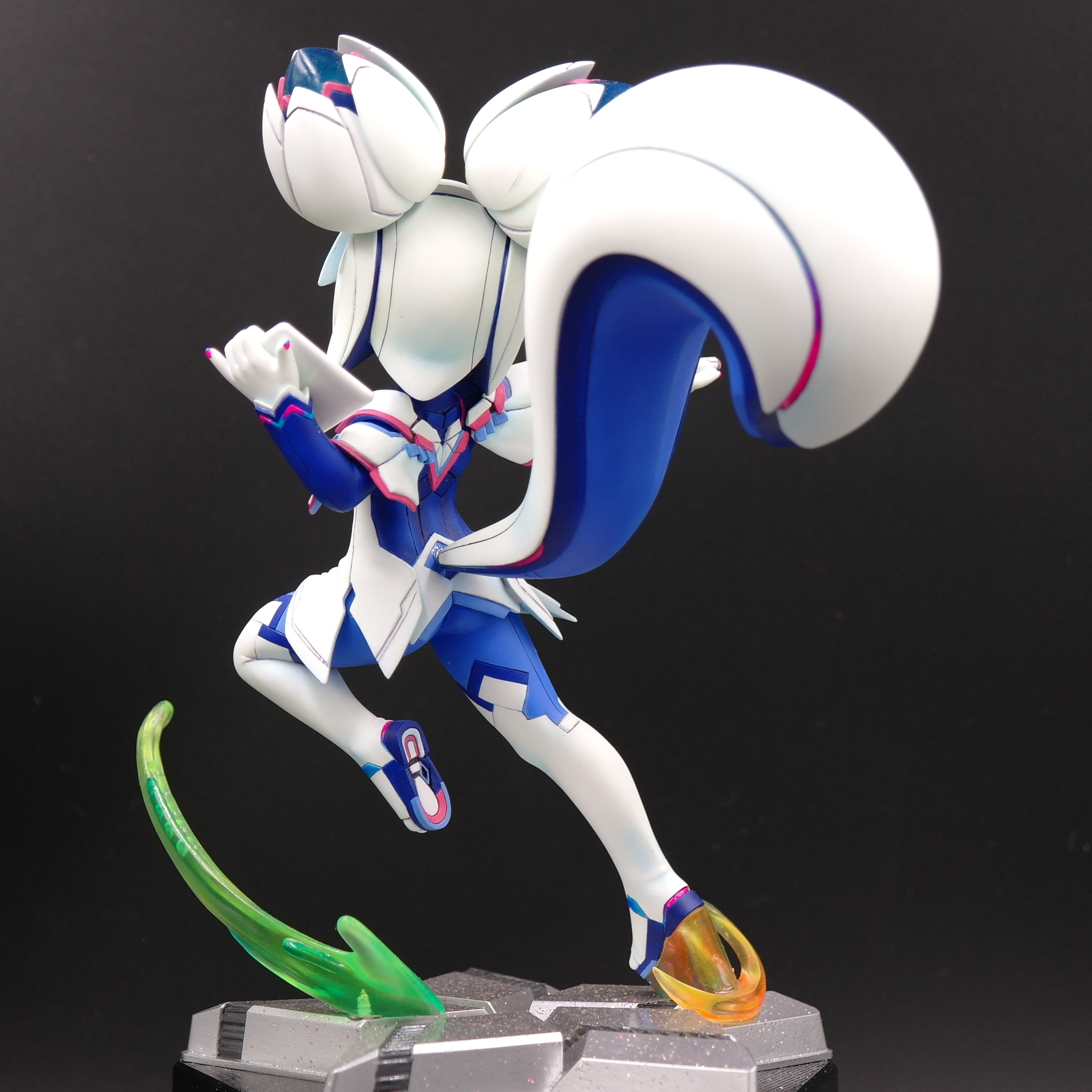
ポーズを取ったキキの背面からの画像
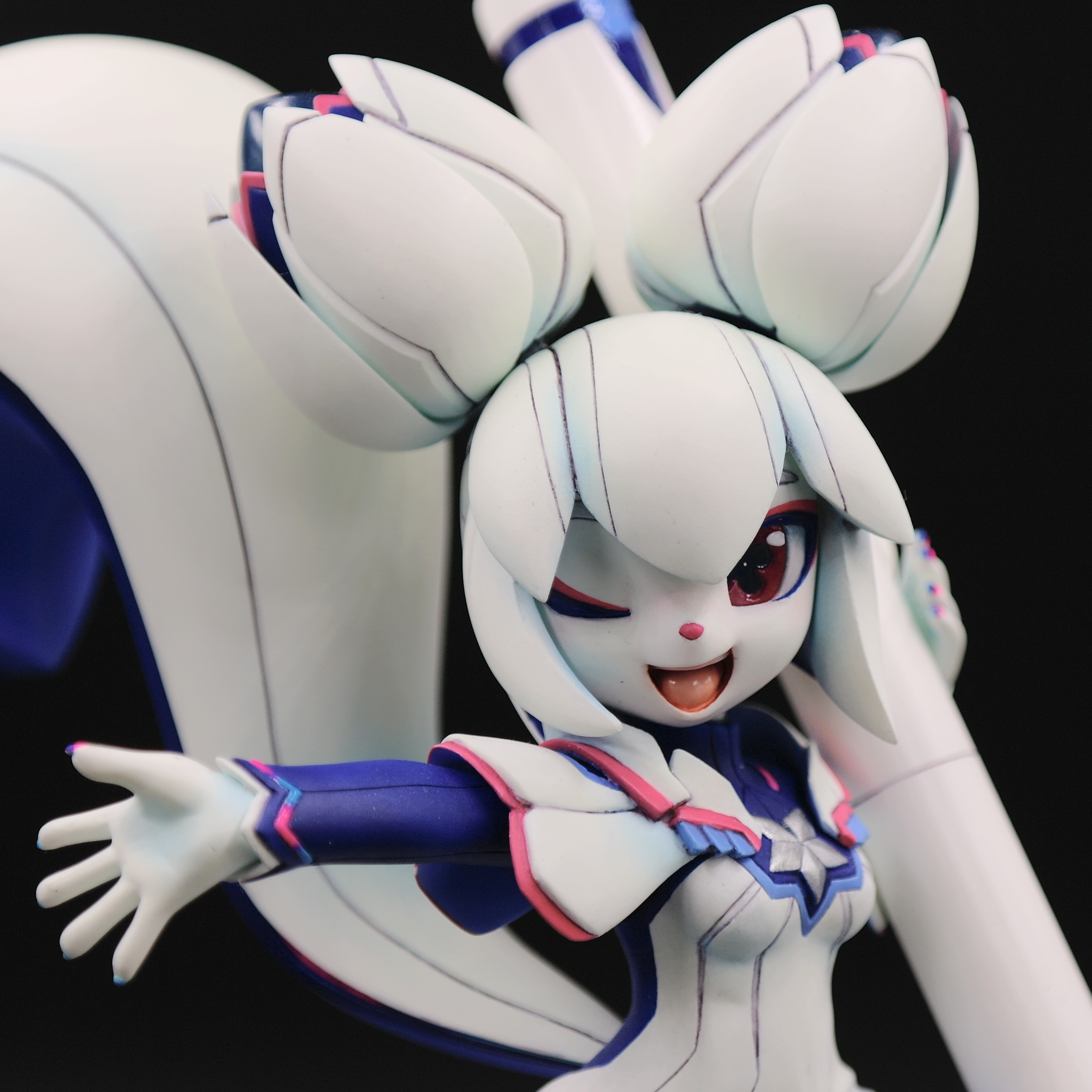
顔に注目した画像